# Елон Сарафян
Елон Сарафян (вірм. Էլոն Սարաֆյան, англ. Elon Sarafian; нар. Єреван, Вірменська РСР) — вірменський співак, автор пісень.

## Життєпис
Народився в Єревані, Вірменська РСР. Почав музичну діяльність в 7 років. Почавши з класичної музики, Сарафян згодом захопився інструментальної джазовою музикою і в 13 років вже почав писати тексти пісень.
Переїхавши до Лос-Анджелеса, Сарафян опинився в оточенні американської культури. Він продовжував не тільки писати пісні, але і в різний час він заснував кілька музичних груп, перебуваючи під впливом американських виконавців. Кілька років тому він взяв паузу в музичній кар'єрі, що стало ключовою подією в його діяльності, оскільки він спрямував свої сили на написання і виконання пісень на вірменській мові. У свій дебютний альбом The Meaning of Life Сарафян включив пісні з безлічі жанрів, що відбивають різні життєві ситуації. Від цього підходу він не відійшов і в другому своєму альбомі The Color of my World.
На створення свого другого альбому у Сарафяна пішло два роки пошуків. За його твердженням, його пісні індивідуальні і є виразом його вірменства. Кожна композиція стилістично відрізняється від інших.

## Дискографія
- 2000 — The Meaning of Life (вірм. Կյանքի իմաստըԿյանքի իմաստը)
- 2003 — The Color of My World (вірм. Իմ աշխարհի գույնըԻմ աշխարհի գույնը)
- 2007 — Temptation (вірм. ԳայթակղությունԳայթակղություն)